# إير كايرو
اير كايرو هي شركة طيران منخفضة التكلفة تقع في القاهرة، مصر. وهي شركة تابعة لمصر للطيران التي تسير رحلات مجدولة إلى المملكة العربية السعودية، الكويت، قطر والأردن في الشرق الأوسط، كما تسير مجموعة من الرحلات بين مصر وأوروبا.
مقر عملياتها في مطار القاهرة الدولي والمكتب الرئيسي في شيراتون مصر الجديدة.

## نبذة تاريخية
يرجع تاريخ إنشاء الشركة إلى عام 1996، وأنشأها الشركة رجل الأعمال المصري «كمال زكي»، وكانت تسمى وقت إنشائها (القاهرة للطيران) "Cairo Aviation" وبدأت هذه الشركة نشاطها سنة 1997 بثلاثة طائرات روسية الصنع من طراز «توبوليف تو 204»، حتى عام 2003 وذلك عندما قامت شركة مصر للطيران بشراء نسبة 40% من رأس المال، وفي نفس العام تغيير اسم الشركة إلى إير كايرو "Air Cairo"، وتم إخراج الطائرات الثلاثة من الخدمة، وشراء أربعة طائرات جديدة، وتحويل الشركة إلى شركة رحلات عارضة ومنتظمة.

## الوجهات
المعلومات اعتبارا من مايو 2016

## الملكية
الشركة مملوكة من قبل كلا من:
- مصر للطيران (60%)
- البنك الأهلي المصري (20%)
- بنك مصر (20%)

## الأسطول
يضم أسطول ايركايرو الطائرات التالية:

## معرض الصور

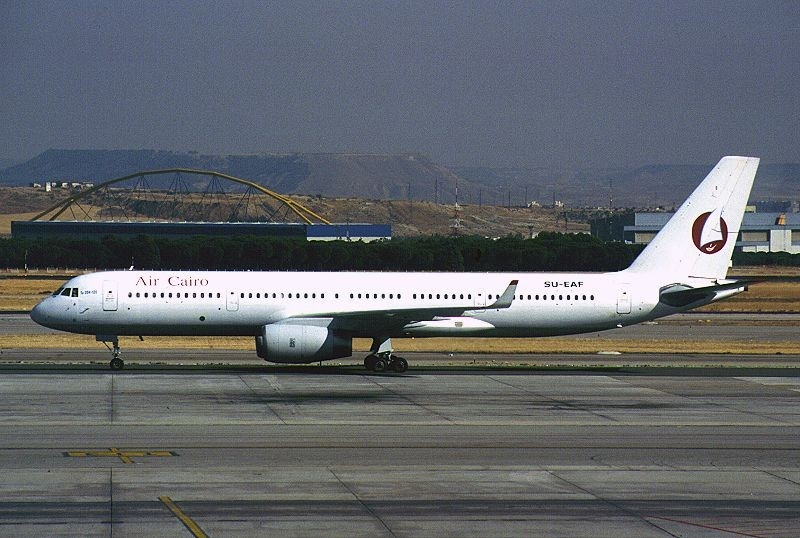
إير كايرو عام 2000
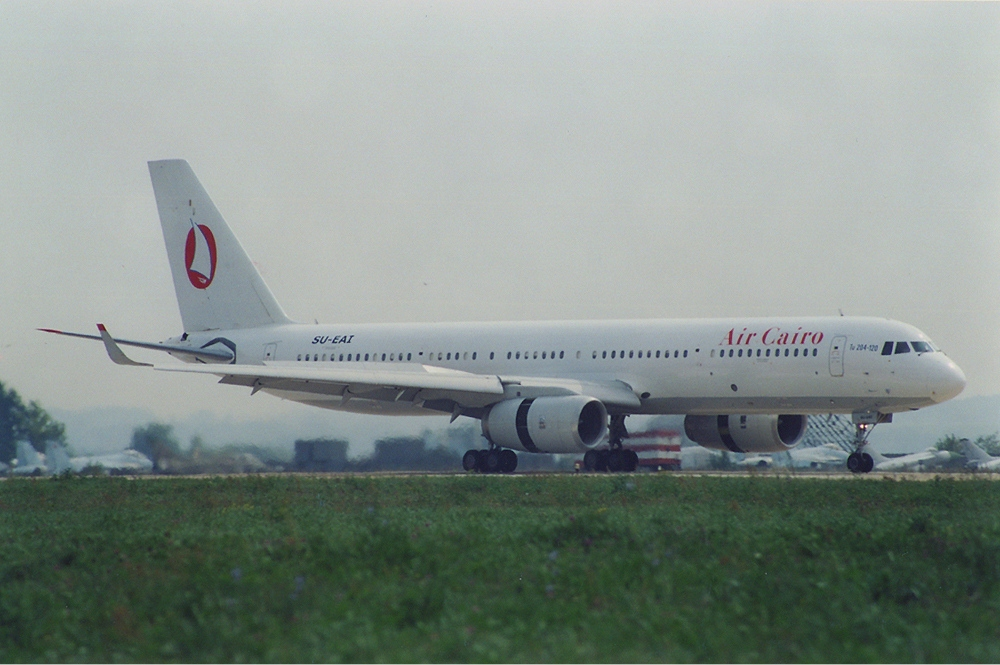
إير كايرو عام 2001
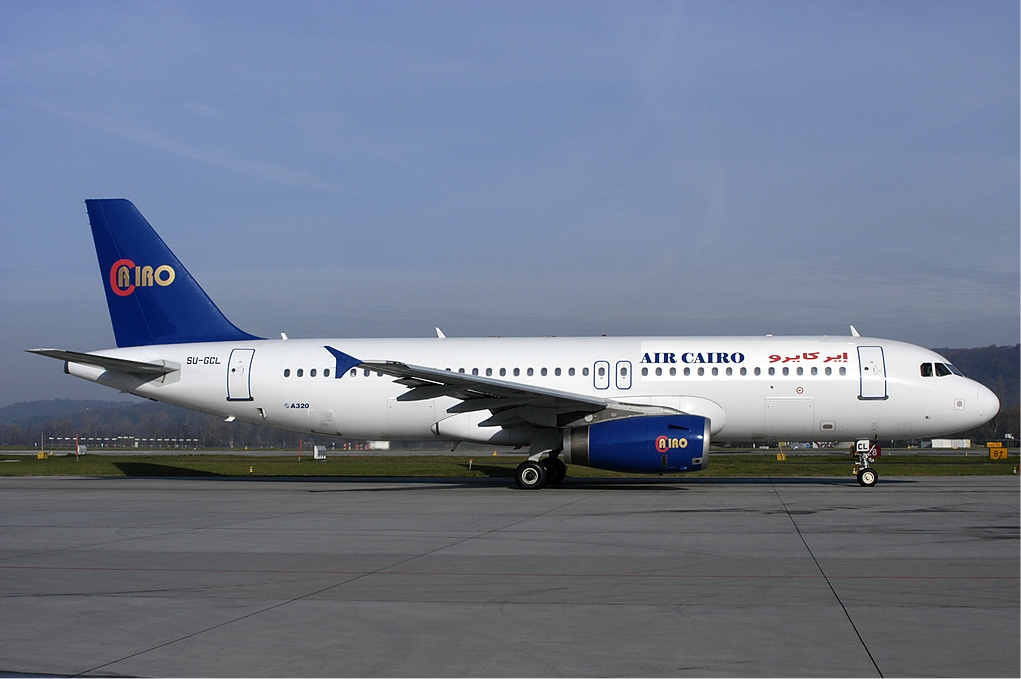
إير كايرو عام 2005
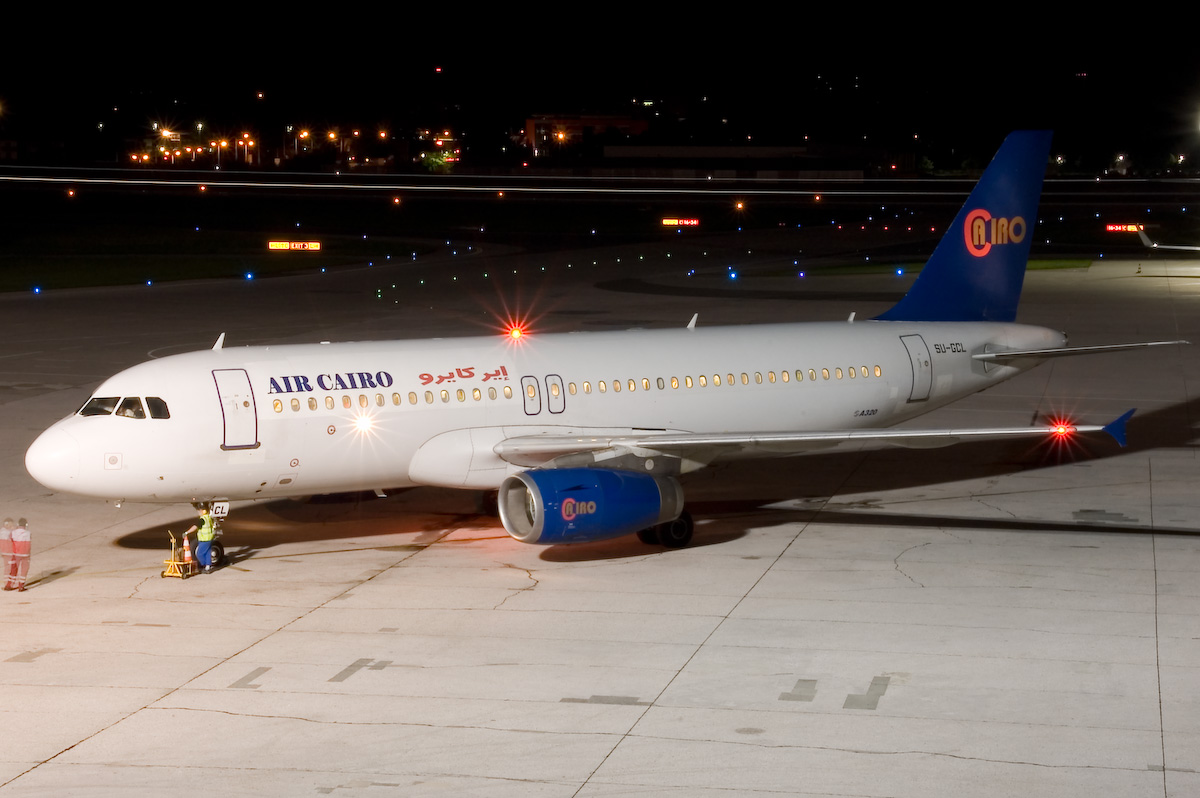
إير كايرو عام 2007
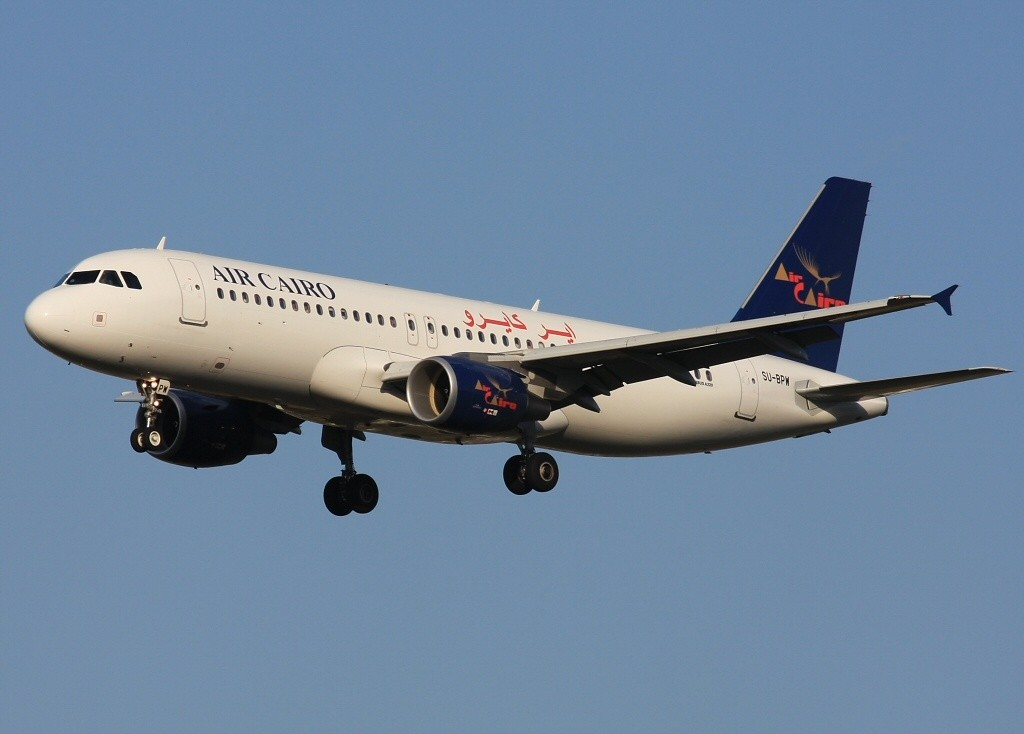
إير كايرو عام 2008
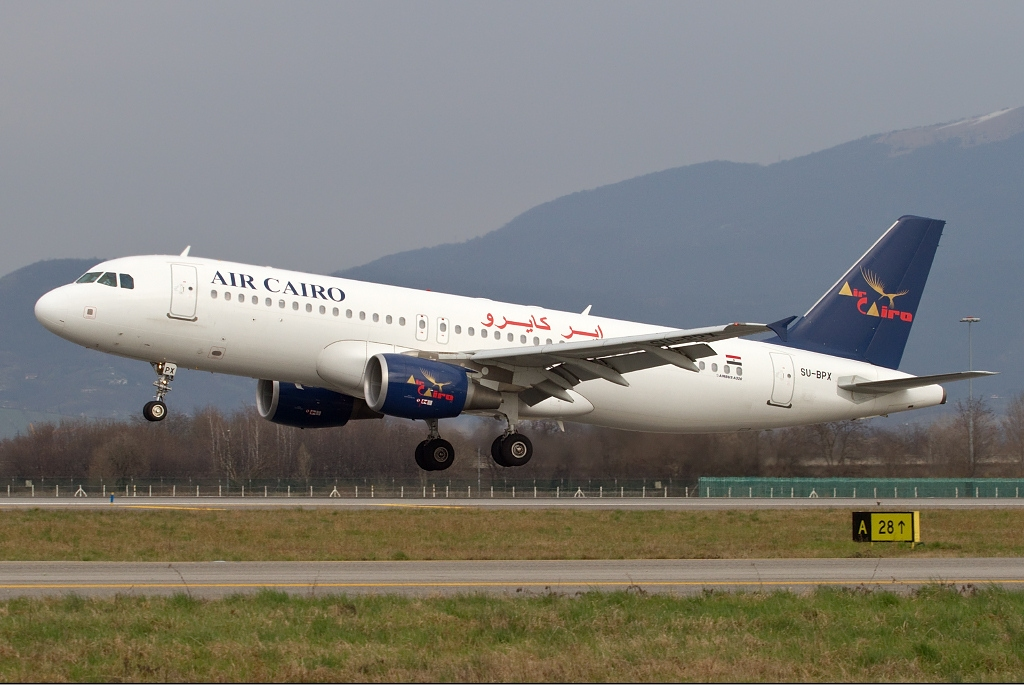
إير كايرو عام 2011

## وصلات خارجية
- الموقع الرسمي للشركة
- تفاصيل أسطول إير كايرو (بالإنجليزية)
- موقع حجز لتذاكر طيران ايركايرو (بالعربية)